# 韦约
韦约（？—？），字世约，京兆郡杜陵县（今陕西省西安市长安区）人，出自京兆韦氏逍遥公房，隋朝官员。

## 生平
隋朝建立后，韦约的大哥韦世康担任吏部尚书，与族人韦师一向怀有争胜负的心思。当时晋王杨广出任雍州牧，幕府中广纳名门望族，以司空杨雄、尚书左仆射高颎都担任州都，任用韦师为主簿，而韦约担任法曹从事。韦世康气愤得不能进食，对于韦约在韦师位下感到耻辱，把韦约叫来训斥说：“你怎么当了个从事？”于是韦世康杖打了韦约。
韦约的五哥韦冲出任南宁州总管时，侄子韦伯仁跟随韦冲在州府，强夺别人的妻子，部下放纵凶暴，益州长史元岩查办韦冲无所宽恕，韦冲因此被免官。韦约在皇太子杨勇面前诋毁元岩，隋文帝对杨勇说：“古代有人卖酒到酒酸而卖不出的，就是因为有咬人的狗。现在用韦约干什么？只会连累你而已。”韦约于是被除名。
韦约的哥哥们都是官位尊贵，只有韦约仕途不畅，韦世康和兄弟们一起将父亲留下的田宅全部给了韦约。

## 家庭

### 父亲
- 韦夐，北魏、北周二代，十徵不出，号为逍遙公

### 兄弟姐妹
- 韦世康，隋朝上开府、荆州总管、上庸文公
- 韦洸，隋朝柱国、广州总管、襄阳敬公
- 韦瓘，北周使持节、车骑大将军、仪同三司、隋州刺史、建安县子
- 韦艺，隋朝上大将军、营州总管、魏兴怀公
- 韦冲，隋朝开府、民部尚书、义丰县侯

### 子女
- 韦克己，唐朝陇州长史[7]
- 韦后己，第三子，唐朝散骑侍郎[8]
- 韦氏，第三女，嫁隋朝朝散大夫、魏郡万金府郎将元虔盖[9]